# Topotekan
Topotekan hidrohlorid (trgovački naziv Hycamtin) je hemoterapeutsko sredstvo koje je inhibitor enzima topoizomeraze I. To je derivat kamptotecina rastvoran u vodi. On se koristi u tretmanima raka jajnika i raka pluća, kao i drugih tipova karcinoma.
Nakon što je GlaxoSmithKline dobio finalno odobrenje FDA za Hycamtin kapsule 15. oktobra 2007, Topotekan je postao prvi inhibitor topoizomeraze za oralnu upotrebu.

## Indikacije (Odobrena upotreba)
- Rak jajnika (maj 1996).[2]
- Rak materice (jun 2006).[3][4]
- Rak malih ćelija pluća (SCLC) (oktobar 2007).[5][6]

## Eksperimentalna upotreba
- Neuroblastoma
- Glioma moždanog stabla

## Doziranje
IV, oralno.

## Mehanizam dejstva
Topotekan dejstvuje putem formiranja stabilnog kovalentnog kompleksa sa agregatom DNK/topoizomeraze I, to je takozvani cepajući kompleks. Ovaj proces dovodi do kidanja DNK niti što dovodi do apoptoze.

## Nepoželjni efekti
- Dijareja
- Nizak broj krvnih zrnaca
- Podložnost infekciji

## Spoljašnje veze
- NCI definicija leka Topotekana
- NCI informacija o leku za pacijente
- Upotreba u tretmanu raka jajnika

|  | Molimo Vas, obratite pažnju na važno upozorenje u vezi sa temama iz oblasti medicine (zdravlja). |